# Nobilonin
Nobilonin ist ein Naturstoff aus der Gruppe der Dendrobium-Alkaloide. Die Isolierung aus der Orchidee Dendrobium nobile und die Strukturaufklärung wurde 1964 veröffentlicht. Neben Dendrobin ist Nobilonin das zweithäufigste Alkaloid aus der Orchidee Dendrobium nobile und kommt in drei weiteren Dendrobiumspezies vor.

## Struktur
Nobilonin ist eine tricyclische Verbindung, bei der ein Cyclohexanon-Strukturelement mit einem Cyclopentanring anelliert und von einer Lacton-Einheit überbrückt ist. Die Verbindung ist möglicherweise eine biosynthesische Vorstufe von Dendrobin mit geöffnetem Pyrrolidinring.